# AB Gusta Stenförädlingsverk

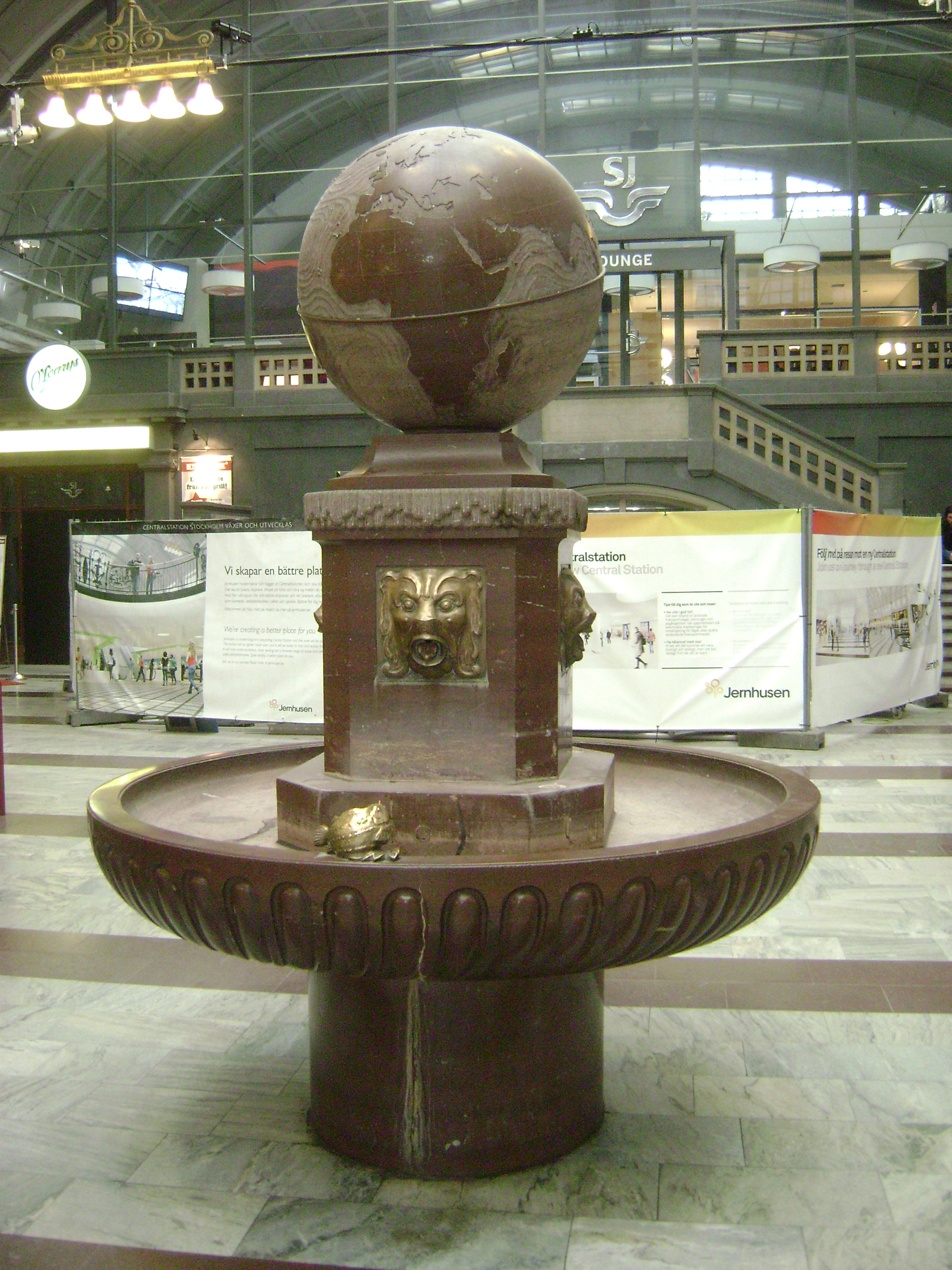
Dricksvattenfontänen på Stockholms centralstation i röd jämtlandskalksten från AB Gusta Stenförädlingsverk från omkring 1925, ritad av Folke Zettervall och troligen utförd av Ansgar Almquist

AB Gusta Stenförädlingsverk, var ett svenskt mineralföretag som bröt sten i Jämtland. Kalksten har historiskt brutits i det jämtländska kalkstensområdet, framför allt i Storsjöbygden. År 1902 grundade byggmästaren Lars Th. Ellström (död 1913) AB Gusta stenhuggeri, Ellström & Co.för att bryta kalksten i Gusta i Brunflo, sten som senare som byggnads- och ornamentssten fick benämningen jämtlandskalksten. Denna kalksten är vanligen grå, men finns också i röda och svarta kulörer. 
AB Gusta stenhuggeri, Ellström & Co. gick i konkurs 1914 efter grundarens död men rekonstruerades som AB Gusta Stenförädlingsverk. Detta gick mycket bra fram till 1925. Två fabriker, i Gusta och Marievik, drevs fram till början av 1920-talet, och därefter tre, med ett stenbrott för röd kalksten i Gärde. En ny fabrik vid järnvägsstationen i Brunflo uppfördes 1921–1922.
Jämtlands Folkbank tog över företaget under 1920-talet efter problem i samband med en förskingring och drev det till 1945. Det köptes då av Nya Marmorbruks AB i Kolmården. År 1951 bildade Gusta Stenförädlingsverk dotterbolaget AB Offerdalsskiffer, vilket bröt offerdalsskiffer i ett stenbrott i Lien.
Verksamheten upphörde 1976 och företaget lades ned 1978, efter flera ägarbyten på 1970-talet. Den sista stora leveransen av jämtlandskalksten från AB Gusta Stenförädlingsverk gick till fasad och trappor till Storsjöteatern i Östersund, som blev klar 1978.